# NGC 6139
NGC 6139是星座天蠍座中，銀河系的球狀星團。它距離銀河中心3,600秒差距（10,000光年）（距離銀河系中心不到太陽距離的一半）。

## 可見度
該星團看起來很小，需要更大的12英寸口徑望遠鏡才能看到其核心。儘管其視星等相當明亮，視直徑1.5弧分左右，半徑為.75弧分。

## 圖集

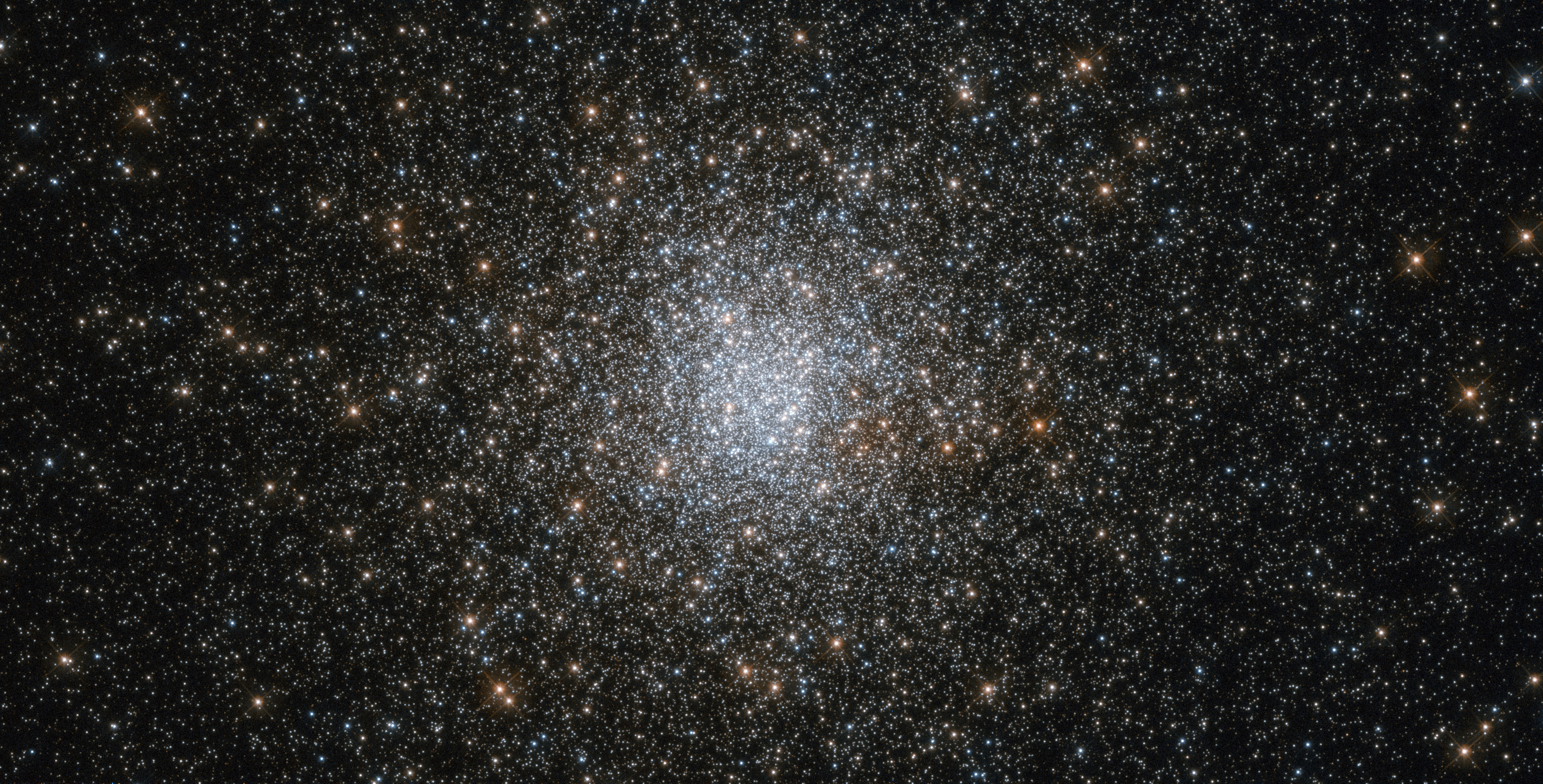
球狀星團比疏散星團更密集，更接近球形[5]。

## 外部連結
- 维基共享资源上的相關多媒體資源：NGC 6139